# بری لینچ
بری لینچ (انگلیسی: Barrie Lynch؛ زادهٔ ۸ ژوئن ۱۹۵۱) بازیکن فوتبال اهل بریتانیا است.
از باشگاه‌هایی که در آن بازی کرده‌است می‌توان به باشگاه فوتبال اولدهام اتلتیک، باشگاه فوتبال گریمزبی تاون، و باشگاه فوتبال استون ویلا اشاره کرد.